# Hypotheekbank
Een hypotheekbank is een bank met als hoofdactiviteit het uitlenen van geld tegen hypothecair onderpand. De obligatie die een hypotheekbank uitgeeft wordt pandbrief genoemd.
Tot begin tachtiger jaren van de 20e eeuw waren meerdere grote, zelfstandige hypotheekbanken in Nederland actief. Door een sterke stijging van de reële rente en een terugvallende economische groei stortte in Nederland de markt voor onroerend goed in en raakte de hypotheekbanken in de problemen. De hypotheekbanken gingen failliet of werden overgenomen.
- Westland Utrecht Hypotheekbank (WUH) door ING Bank overgenomen en daarmee van de ondergang gered,
- Friesch-Groningsche Hypotheekbank (FGH) (Aegon werd in 1987 aandeelhouder en vanaf 2003 in handen Rabobank),
- Tilburgsche Hypotheekbank (ging in 1983 failliet),
- Friesch-Hollandsche Hypotheekbank is rond 1985 overgenomen door AMEV.

Een hypotheekbank kan ook een dochteronderneming/onderdeel zijn van een algemene bank of bank/verzekeraar, dit geldt bijvoorbeeld voor:
- ABN AMRO Hypotheken Groep B.V. - onderdeel van ABN AMRO,
- BLG Hypotheken - onderdeel van SNS REAAL,
- Fortis Hypotheek Bank N.V. - dochteronderneming van Fortis Bank Nederland N.V.,
- WestlandUtrecht Hypotheekbank N.V., onderdeel van de ING Groep.